# Pylaisiadelpha brotherella
Pylaisiadelpha brotherella là một loài Rêu trong họ Sematophyllaceae. Loài này được W.R. Buck miêu tả khoa học đầu tiên năm 1984.